# Apatania vepsica
Apatania vepsica là một loài Trichoptera trong họ Apataniidae. Chúng phân bố ở miền Cổ bắc.